# بکینگن
بکینگن (به آلمانی: Beckingen) یک شهر در آلمان است که در مرتسیگ-وادرن واقع شده‌است. بکینگن ۱۵٬۸۱۹ نفر جمعیت دارد.